# Until Eternity Ends
Until Eternity Ends è un EP del gruppo musicale Edge of Sanity, pubblicato nel 1994 dalla Black Mark Production.

## Tracce
1. Until Eternity Ends – 4:42
2. Eternal Eclipse – 2:53
3. Bleed – 2:08
4. Invisible Sun (cover dei The Police) – 3:21

## Formazione
- Dan Swanö − voce, chitarra, tastiere
- Anders Lindberg − basso
- Benny Larsson − batteria, percussioni
- Andreas Axelsson − chitarra
- Sami Nerberg − chitarra